# Honius
Honius, nacido Cornelis Henricxz Hoen (c. 1440, La Haya - 1524, La Haya), fue un jurista y humanista holandés, conocido por sus puntos de vista sobre la eucaristía.
Quizás bajo la influencia de Wessel Gansfort, Honius propuso que en la frase "hoc est corpus meum", la palabra "est" debería ser interpretada con el sentido de 'tiene el significado de'. Esto es inaceptable desde el punto de vista de la doctrina católica sobre la transubstanciación. Sus puntos de vista datan de antes de 1520, pero fueron publicados posteriormente, en 1525, por Huldrych Zwingli.